# Парламентские выборы во Франции (1798)
Выборы Директории во Франции 1798 года проходили в апреле и мае. На них было обновлено 150 мест, то есть примерно одна треть из 500 депутатов законодательного собрания («Совет пятисот»). В выборах могли участвовать только граждане, платящие налоги.

## Результаты
| Партия                     | Места |
| -------------------------- | ----- |
| Монтаньяры                 | 106   |
| Директория (термидорианцы) | 44    |
| Всего                      | 150   |

## Совет пятисот к 1799
| Партия       | Места |
| ------------ | ----- |
| Монтаньяры   | 240   |
| Директория   | 150   |
| Правые       | 80    |
| Крайне левые | 30    |
| Всего        | 500   |